# چرخ‌های آبی حماة

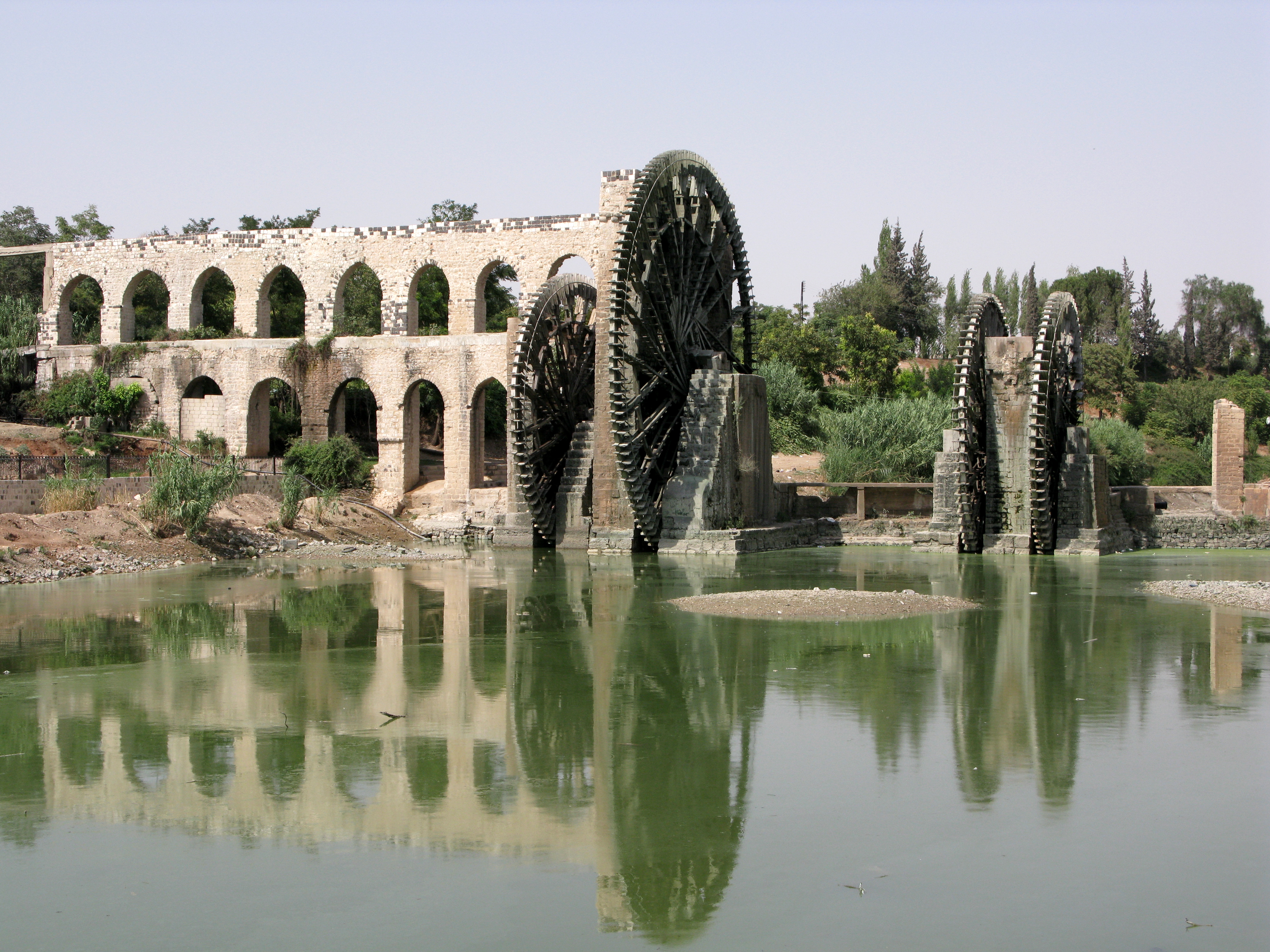
چرخ‌های آبی حماه بر روی رود عاصی

چرخ‌های آبی حَماه (عربی: نواعیر حماة) مجموعه‌ای از ۱۷ چرخ آبی است که فناوری تاریخی آرامی برای بالا کشیدن آب به‌منظور آبیاری را به‌کار می‌برند. این چرخ‌ها در امتداد رودخانه عاصی در شهر حماه سوریه قرار دارند. این چرخ‌ها بلند و مجهز به محفظه‌های جعبه‌مانندی در اطراف لبه‌های خود هستند که آب را جمع‌آوری می‌کنند. جریان رودخانه این جعبه‌ها (دولاب‌ها) را به زیر آب می‌برد و آن‌ها به‌سرعت پر می‌شوند. سپس، این محفظه‌ها به بالای چرخ می‌رسند و آب را به داخل یک کانال هدایت می‌کنند. این کانال می‌تواند آب را به ساختمان‌ها، باغ‌ها و زمین‌های کشاورزی منتقل کند.
از میان چرخ‌های آبی اصلی حماه، ۱۷ عدد حفظ شده‌اند. این چرخ‌ها به‌دلیل منشأ قرون‌وسطایی‌شان، تعداد زیادشان و اندازه عظیم دو عدد از آن‌ها شهرت دارند. این دو چرخ آبی برای تقریباً ۵۰۰ سال به‌عنوان بلندترین چرخ‌های آبی جهان شناخته می‌شدند. در قرن ۲۱، چرخ‌های آبی حماه دیگر آب تأمین نمی‌کنند، اما به‌عنوان نمونه‌ای از فناوری پیشرفته تأمین آب در جوامع رومی و همچنین به‌خاطر جلوه‌های دیدنی و صدای خاصی که در هنگام چرخش تولید می‌کنند، مورد توجه هستند.
در سال ۲۰۰۶، یکی از دو چرخ آبی بزرگ، چرخ آبی المحمدیه (ساخته‌شده در سال ۱۳۶۱ میلادی)، توسط انجمن مهندسان مکانیک آمریکا به‌عنوان یک اثر تاریخی در مهندسی مکانیک شناخته شد. این اقدام، تأییدی بر پیشرفت مهم این فناوری در سطح جهانی بود. چرخ‌های ابی حماه در ژوئن ۱۹۹۹ توسط جمهوری عربی سوریه به عنوان یک میراث جهانی آزمایشی معرفی شد.

## تاریخچه اولیه

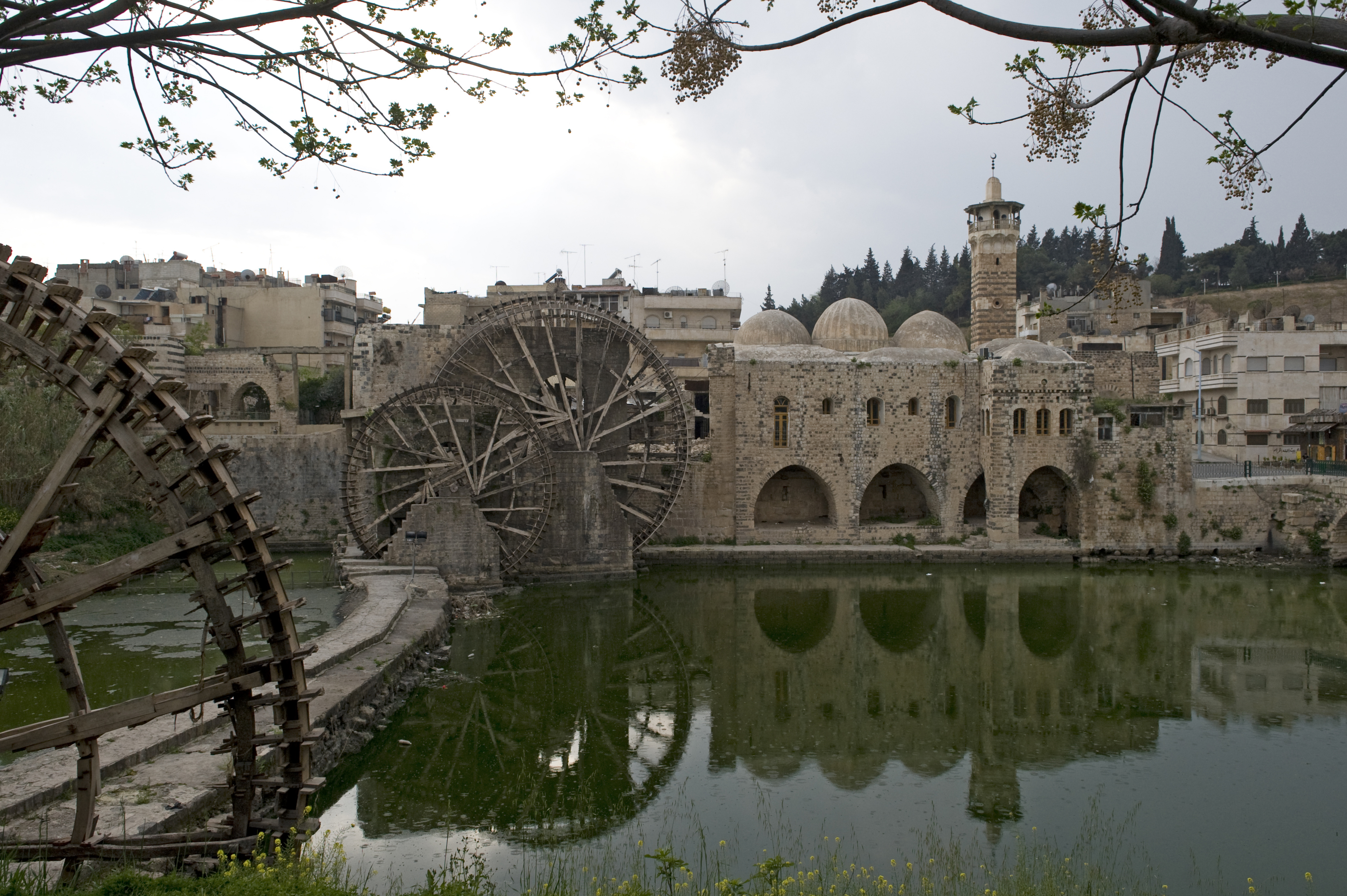
چرخ های آبی در سال 2009.

شواهد محکمی وجود دارد که نشان می‌دهد بسیاری از چرخ‌های آبی در حماه حداقل تا اواخر قرن دوازدهم میلادی فعال بوده‌اند. تاریخ‌های دقیقی برای دو چرخ آبی بسیار بزرگ از روی کتیبه‌هایشان مشخص است: چرخ آبی المحمدیه که در سال ۱۳۶۱ میلادی ساخته شده و چرخ آبی المعموریه که در سال ۱۴۵۳ میلادی ساخته شده است.
با این حال، کاملاً محتمل است که برخی از چرخ‌های آبی حماه چندین قرن پیش از این نیز فعالیت می‌کرده‌اند. یک مورخ منطقه‌ای در سدهٔ سیزدهم نوشته است که چرخ‌های آبی در حماه در اواخر قرن نهم میلادی وجود داشته‌اند. چرخ‌های آبی در نزدیکی حماه تا سال ۳۵۰ میلادی مورد استفاده قرار می‌گرفته‌اند، بر اساس موزاییک‌ها و کاشی‌هایی که تصاویری از چرخ‌های آبی دارند و در افامیا، یک شهر آرامی که در کنار رودخانه عاصی و در فاصله ۵۵ کیلومتری پایین‌دست حماه قرار دارد، کشف شده‌اند. این تصاویر چرخ‌های آبی طراحی بسیار مشابهی با چرخ‌های امروزی حماه نشان می‌دهند.
در میانه‌های سدهٔ هفتم میلادی، منطقه اطراف حماه به تصرف دولت عربی اسلامی در حال گسترش درآمد. این دولت فناوری‌های جدیدی را که با آن‌ها مواجه می‌شد، مانند چرخ‌های آبی، به‌دقت فرا می‌گرفت، بهبود می‌داد و کاربردهای آن را گسترش می‌داد. اولین چرخ‌های آبی در حماه ممکن است در دوران روم/بیزانس ساخته شده باشند یا اینکه توسط جامعه اسلامی بعدی با استفاده از طراحی محلی موجود ایجاد شده باشند.
دلیل آشکاری که برای ساخت چرخ‌های آبی در حماه وجود دارد، شیب کم رودخانه عاصی و ارتفاع زیاد کناره‌های آن است که چرخ‌های آبی را به گزینه‌ای عملی برای کشیدن آب آبیاری از رودخانه تبدیل می‌کند.
تاریخ‌های مربوط به منشأ این چرخ‌ها به چرخ آبی اصلی در یک محل خاص اشاره دارد، زیرا مانند تمام چرخ‌های آبی تاریخی فعال، چرخ‌های آبی حماه بارها و بارها تعمیر و بازسازی شده‌اند، چراکه بخش‌های چوبی نیاز به تعویض مداوم دارند. بر اساس یک تخمین، اگر چرخ آبی به‌خوبی نگهداری شود، تمام بخش‌های چوبی آن هر ۱۵ سال یک‌بار به‌طور کامل تعویض می‌شوند. در حماه، چنین تعمیر و نگهداری‌ای توسط خانواده‌هایی از نجاران چرخ‌های آبی انجام می‌شود که این مهارت را به نسل‌های بعد منتقل می‌کنند. این سنت تا زمان حاضر نیز ادامه یافته است.

## ویژگی‌ها

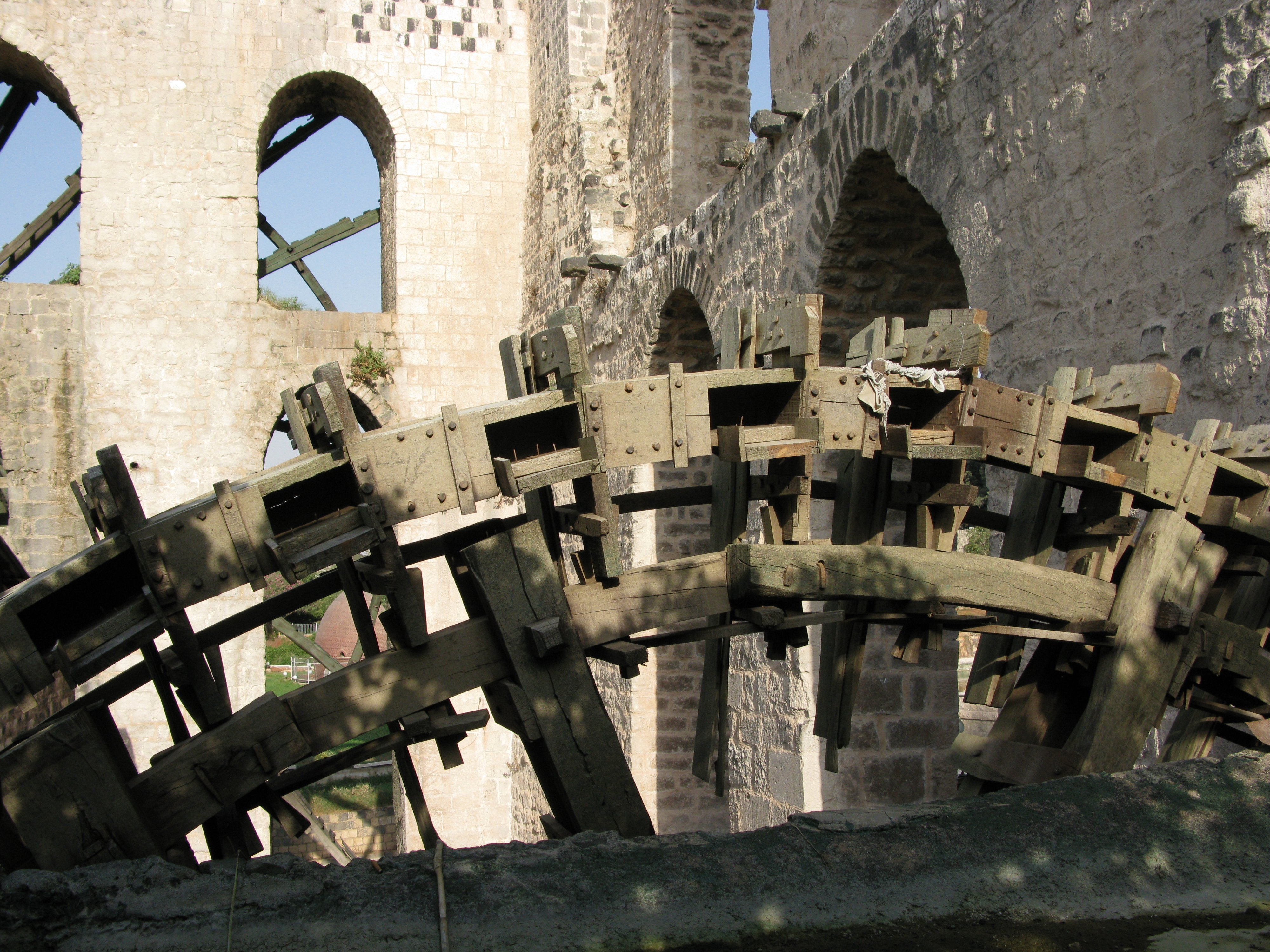
چرخ آبی حماه. در لبه چرخ، جعبه‌های چوبی جمع‌آوری آب با دهانه‌ها و ناودان‌های بزرگ دیده می‌شوند. در پیش‌زمینه، لبه بالایی کانال سنگی که آب را دریافت می‌کند، دیده می‌شود.

چرخ‌ها از نوع «چرخ آبی» هستند که با جریان آب زیر آن‌ها و فشار به پره‌های چرخ حرکت می‌کنند. از نظر ارتفاع، بلندترین چرخ آبی دارای قطر ۲۱ متر (۶۹ فوت) است و کوچک‌ترین آن ۷ متر (۲۳ فوت) قطر دارد. حداقل پنج چرخ از این چرخ‌ها قطری برابر یا بیشتر از ۱۷ متر (۵۶ فوت) دارند.
این چرخ‌ها از چوب‌های مختلفی برای قسمت‌های مختلف ساخته شده‌اند. محورها و یاتاقان‌های بزرگ از چوب گردو ساخته شده‌اند، در حالی که چوب صنوبر به‌طور گسترده برای بخش‌های دیگر استفاده شده و چوب کاج و بلوط نیز ذکر شده است. در تمام لبه چرخ، بین پره‌هایی که چرخ را حرکت می‌دهند، محفظه‌های چوبی جمع‌آوری آب تعبیه شده است. این محفظه‌ها مانند جعبه‌هایی هستند که نیمی از یک طرف آن‌ها باز است و با یک ناودان، آب را در بالاترین نقطه چرخش تخلیه می‌کنند (به تصویر نزدیک‌تر پایین توجه کنید). اکثر چرخ‌های آبی حماه دارای یک محفظه جمع‌آوری آب بین هر دو پره هستند. اما در برخی از آن‌ها، محفظه‌ها با فاصله بیشتری قرار دارند؛ مثلاً یک محفظه بین هر پنج پره. ظرفیت آب این محفظه‌ها بین ۴ تا ۱۲ لیتر (۱ تا ۳ گالن آمریکایی) متفاوت است.
تأمین آب چرخ‌های آبی حماه بسته به اندازه چرخ بین ۵۰٬۰۰۰ تا ۲۰۰٬۰۰۰ لیتر در ساعت (۱۳٬۲۰۰ تا ۵۲٬۸۰۰ گالن آمریکایی) متغیر است. توضیحات مختصری از هر یک از ۱۴ چرخ آبی حماه در گزارش انجمن مهندسان مکانیک آمریکا دربارهٔ تعیین چرخ آبی المحمدیه به‌عنوان یک اثر تاریخی در مهندسی مکانیک ارائه شده است.

### سدهای سنگی
چرخ‌های آبی حماه همیشه در پایین‌دست یک وییر، یعنی سدی کوتاه قرار دارند که اطمینان حاصل می‌کند نیروی آب رودخانه از طریق کانالی به سمت چرخ هدایت می‌شود. در زمان کم‌آبی، تمام آب ممکن است از طریق کانال وییر به چرخ آبی جریان یابد. در زمان پرآبی، آب اضافی از بالای وییر سرریز می‌کند. در این وییرها معمولاً کانال‌ها و دریچه‌هایی اضافی وجود دارد که فشار آب رودخانه را برای تنظیم سرعت چرخ کنترل می‌کنند.
توصیف محمد الدبیات از چرخ‌های آبی حماه شامل نموداری است که این ویژگی‌ها را به‌وضوح نشان می‌دهد.

### کانال‌ها
چرخ‌های آبی آب را به کانال‌هایی که بر روی طاق‌های سنگی بلند ساخته شده‌اند، تخلیه می‌کنند. هر کانال برای دریافت آب یک بخش کوتاه موازی با چرخ آبی و رودخانه دارد که در زاویه ۹۰ درجه به بخش اصلی کانال می‌پیوندد. این کانال اصلی آب را از رودخانه دور می‌کند و گاهی طول آن به صدها متر می‌رسد.

### شبکه‌های اشتراک آب
در زمان استفاده از چرخ‌های آبی برای آبیاری، کانال‌ها به جوی‌هایی متصل می‌شدند که هرکدام چندین باغ میوه و سبزی را آبیاری می‌کردند. هرچند بیشتر چرخ‌های آبی حماه متعلق به زمین‌داران ثروتمند بودند، هزینه‌ها، نگهداری و آب آن‌ها به‌صورت جمعی و منظم میان کاربران آب هر چرخ تقسیم می‌شد. این نوع سیستم‌های اشتراک آب در جوامع سنتی اسلامی به‌طور گسترده رایج است.

### چرخ آبی محمدیه
این چرخ عظیم ۲۱ متر (۶۹ فوت) قطر دارد. این چرخ برای تأمین آب مسجد جامع حماه که یک کیلومتر (۰٫۶۳ مایل) فاصله دارد ساخته شده است و همچنین آب یک گرمابهٔ همگانی، فواره‌ها، خانه‌ها و باغ‌های مجاور را نیز تأمین می‌کرد. تاریخ ساخت این چرخ بر اساس کتیبه‌ای روی قنات آن که سال ۷۶۳ هجری قمری را نشان می‌دهد، ۱۳۶۱ میلادی تعیین شده است.
این چرخ دولاب دارای ۱۲۰ محفظه جمع‌آوری آب است که روی لبه آن تعبیه شده‌اند. این محفظه‌ها ۲۰۰٬۰۰۰ لیتر آب در ساعت (۵۲٬۸۰۰ گالن آمریکایی) را بالا می‌برند. چرخ برای تکمیل یک دور، یک دقیقه زمان نیاز دارد که بسیار بیشتر از چرخ‌های آبی کوچک‌تر است.
برای حرکت دادن چرخی که چنین وزن آبی را تحمل می‌کند، یک سد فوق‌العاده طولانی با زاویه بسیار تند ساخته شد تا نیروی رودخانه را روی پایه چرخ متمرکز کند. این ساختار به‌وضوح در نقشه‌های ماهواره‌ای از حماه دیده می‌شود.
برای نزدیک به ۵۰۰ سال، چرخ آبی محمدیه بلندترین چرخ آبی جهان بود. در سال ۱۸۵۴، این چرخ توسط چرخ لاکسی، یک چرخ آبی برای تخلیه معدن در جزیره من (میان انگلستان و ایرلند)، از نظر ارتفاع پشت سر گذاشته شد. چرخ لاکسی تنها اندکی بلندتر است و قطر آن ۲۲٫۱ متر (۷۳ فوت) می‌باشد.

## از دستگاه‌های آبیاری تا جاذبه‌های میراثی
از دهه ۱۹۳۰ تا اواخر دهه ۱۹۵۰، چرخ دولاب‌های حماه با پمپ‌های آبیاری جدید که توسط موتورهای بنزینی یا دیزلی کار می‌کردند، رقابت می‌کردند. پمپ‌های موتوری به کشاورزان امکان می‌دادند که آب بیشتری برای تولید غذای بیشتر به دلیل رشد جمعیت فراهم کنند. ضربه شدید به چرخ‌های آبی در سال ۱۹۶۰ و با ساخت سد رستن در بالادست حماه وارد شد. این سد سطح آب در عاصی را کاهش داد، به‌طوری‌که در چندین ماه از سال، چرخ‌های آبی حماه دیگر نمی‌توانستند کار کنند و پمپ‌های موتوری تنها راه برای آبیاری پیوسته شدند.
دوره‌های عدم استفاده باعث شد چوب در چرخ‌های آبی خشک، جمع و ترک خورده شود که نگهداری آن‌ها را پرهزینه می‌کند. تا سال ۱۹۷۰، تعداد چرخ‌های آبی فعال به ۸ عدد کاهش یافت، از ۲۰ عددی که باستان‌شناسان دانمارکی در دهه ۱۹۳۰ در حماه ثبت کرده بودند. بین سال‌های ۱۹۷۷ و ۱۹۸۱، شش چرخ آبی بازسازی شدند.
در فوریه ۱۹۸۲، ارتش اولین دیکتاتور بعثی سوریه، حافظ اسد، حمله گسترده‌ای به حماه انجام داد تا قیام مسلحانه اخوان‌المسلمین را سرکوب کند. برای سه هفته، شهر با هواپیماها بمباران شد، با توپخانه و تانک گلوله‌باران شد، و در نهایت مناطق وسیعی با دینامیت و بولدوزر تخریب شدند. بسیاری از شهروندان حماه کشته شدند و ساختمان‌های میراثی مانند مسجد جامع حماه به‌طور کامل تخریب شدند و بخش‌های بزرگی از حماه تاریخی غیرقابل شناسایی شد.
اطلاعات دربارهٔ تأثیر این رخدادها بر چرخ‌های آبی حماه محدود است، زیرا حکومت اسد از ذکر این وقایع به‌شدت جلوگیری می‌کرد. با این حال، به نظر می‌رسد که چوب چرخ‌های آبی آسیب گسترده‌ای ندیده و ظرف چند ماه دوباره به کار افتادند.

### میراث فرهنگی و جاذبه گردشگری
دولت اسد بخش محدودی از حماه تاریخی، مانند مسجد جامع را بازسازی کرد و بقیه را به‌صورت منظره‌سازی یا بازسازی مجدد درآورد. چرخ‌های آبی نقش مهمی در تبلیغ حماه به‌عنوان یک مقصد گردشگری ایفا کردند.
در سال ۱۹۹۹، دولت سوریه درخواست کرد چرخ‌های آبی حماه به‌عنوان یک میراث جهانی در فهرست یونسکو ثبت شوند.

## کتابشناسی - فهرست کتب
- Ring, Trudy; Berney, K.A.; Salkin, Robert M.; La Boda, Sharon; Watson, Noelle; Schellinger, Paul (1996), International Dictionary of Historic Places: Middle East and Africa, Routledge, ISBN 1-884964-03-6.
- Needham, Joseph; Ronan, Colin A. (1995), The Shorter Science and Civilisation in China: Volume 5, Cambridge University Press, ISBN 0-521-46773-X.